# Maków Mazowiecki
Maków Mazowiecki è una città polacca del distretto di Maków nel voivodato della Masovia.
Ricopre una superficie di 10,3 km² e nel 2006 contava 9 953 abitanti.